# Karol Kafka
Karol Kafka (ur. w 1808 roku w Puławach – zm. 11 kwietnia 1880 roku) – oficer Wojska Polskiego w powstaniu listopadowym w 1831 roku.
W czasie powstania styczniowego był uczestnikiem wyprawy morskiej na Połągę Łapińskiego w 1863 roku. Po powrocie z Włoch w 1868 roku, został rządcą dóbr w powiecie stanisławowskim.
Pochowany w kwaterze powstańców listopadowych na Cmentarzu Sapieżyńskim w Stanisławowie.